# Герасимович, Эльвира Петровна
Эльвира Петровна Герасимович (бел. Эльвіра Пятроўна Герасімовіч; 5 июня 1925, Минск — 22 июля 2015, Минск) — советский театровед, актриса, педагог. Кандидат искусствоведения с 1956 года, с 1977 — профессор. В 1974 году ей присвоено почетное звание «Заслуженный деятель искусств БССР».

## Биография
Отец Эльвиры Петровны работал в НКВД, расстрелян, реабилитирован в 1956 году. Окончила Белорусский театрально-художественный институт в 1949 году (первый выпуск института) по специальности актёр драматического театра, курс Е. Мировича, где и осталась работать. В 1968—1984 — ректор, а с 1984 профессор кафедры истории и теории искусства.
В 1957—1968 годах работала инструктором, заместителем секретаря искусства ЦК КПБ. Член КПСС. Вырастила двоих дочерей — свою и приёмную. Родная дочь Татьяна работает художником-постановщиком на Белорусском телевидении. Четверо внуков (по состоянию на 2005 год). Эльвира Петровна занималась преподаванием истории театра в БГАИ.

## Научная деятельность
Исследовала историю белорусского театра, а именно, деятельность Национального академического драматического театра имени Якуба Коласа в межвоенный период, проблемы театральной педагогики, профессионального воспитания актера. Тема кандидатской диссертации — «Основные этапы творческого пути Белорусского государственного драматического театра имени Якуба Коласа (1921—1941 годы)», которую защитила в Государственном институте театрального искусства имени А. Луначарского в Москве в 1956 году.

## Творческая деятельность
Автор многих сценариев для теле- («Люди на болоте» по Ивану Мележу, 1960, фильм получил Государственную премию БССР). Написала более 16 радиопостановок по произведениям классиков белорусской литературы, в т. ч. «Сердце на ладони» по Ивану Шамякину, «Рудобельская республика» по Сергею Граховскому, «Следы на асфальте» по Василю Быкову, «На струнах бури» по Лидии Оробей и другие.

## Награды
- Орден «Знак Почёта»
- Медаль «За трудовую доблесть»
- Медаль «За доблестный труд в Великой Отечественной войне 1941—1945 гг.»
- Заслуженный деятель искусств Белорусской ССР (1974)
- Почётные грамоты Верховного Совета БССР.